# Anton Günther (Volksdichter)

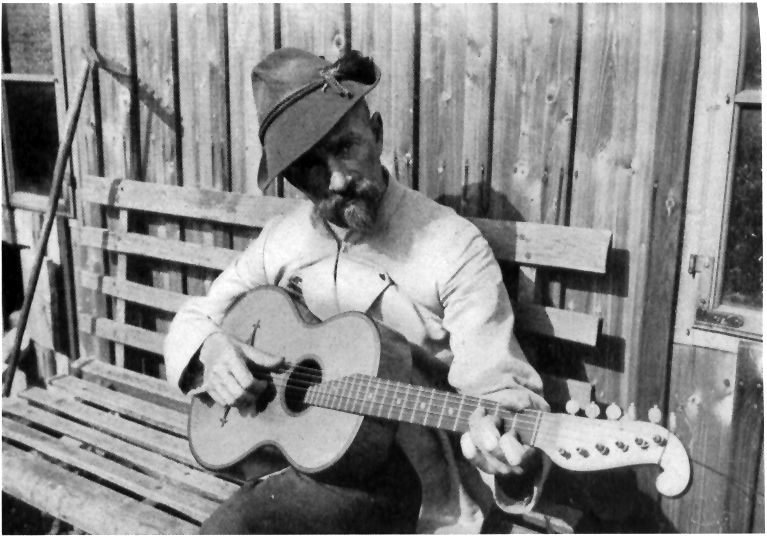
Anton Günther vor seinem Haus (1921)

Anton Günther, bekannt auch als Tholer-Hans-Tonl, (* 5. Juni 1876 in Gottesgab, Böhmen; † 29. April 1937 ebenda) war ein deutscher Volksdichter, Sänger und Komponist von Volks- und Mundart-Liedern im Erzgebirge.
Insgesamt umfasst sein Werk neben einigen Erzählungen und Gedichten rund 140 Lieder. Zu seinen bekanntesten Schöpfungen zählen Drham is’ drham (1895), Da Uf’nbank (1899), Feieromd (1903), Bleib’n mr noch a weng do (ebenfalls 1903), Wu da Wälder hamlich rausch’n (1905) und O selicha Weihnachtszeit (1907). Günther gilt zudem als Erfinder der Liedpostkarte.

## Leben

### Herkunft und Kindheit
Anton Günthers Familie stammte väterlicherseits aus Gottesgab an der böhmisch-sächsischen Grenze, doch war sein Vater Johann Günther seinerzeit in das nahegelegene St. Joachimsthal gezogen, um dort als Bergmann zu arbeiten. Nach einem verheerenden Stadtbrand gab er diesen Beruf auf und ließ sich als Weißwarensticker und Zeichner wieder in seinem Heimatdorf nieder. Wie in vielen ländlichen Gebieten üblich, waren die verschiedenen Familien hier besser unter ihrem Beinamen bekannt, zumal die gehäuft vorkommenden Familiennamen kaum als Unterscheidungsmerkmal taugten. Johann Günther galt daher (nach seinem zwischenzeitlichen Wohnort Joachimsthal) als der „Tholer-Hans“. Seinen Vornamen erhielt Anton Günther nach seinem Großvater, und demzufolge war er in Gottesgab als der „Tholer-Hans-Tonl“ bekannt. Er verbrachte seine Kindheit in Gottesgab. Da sein Vater durch Musizieren Geld zu seinem kargen Gehalt dazuverdiente, wurde auch Anton Günther schon früh an den Gesang und das Liedgut seiner Heimat herangeführt. Seine Schulbildung erhielt er in der Bürgerschule in St. Joachimsthal. 
Anton Günther stammte aus einer kinderreichen Familie, er hatte sechs Geschwister. Als er zwölf Jahre alt war, starb seine Mutter. Der Vater heiratete erneut und es kam 1891 ein weiterer Sohn namens Hans († 1982 in Dellach/Österreich) hinzu. Nach dem Tod seines Vaters 1901 kehrte Günther nach sechs Jahren in Prag in sein Elternhaus in Gottesgab zurück und musste sich um seine Familie und vor allem die Geschwister kümmern. Die geerbte kleine Landwirtschaft reichte nicht zum Unterhalt. Darum ergänzte Anton Günther seine Einkünfte, ähnlich wie zuvor sein Vater, mit Auftritten als Sänger und Musiker.

### Privates und Tod

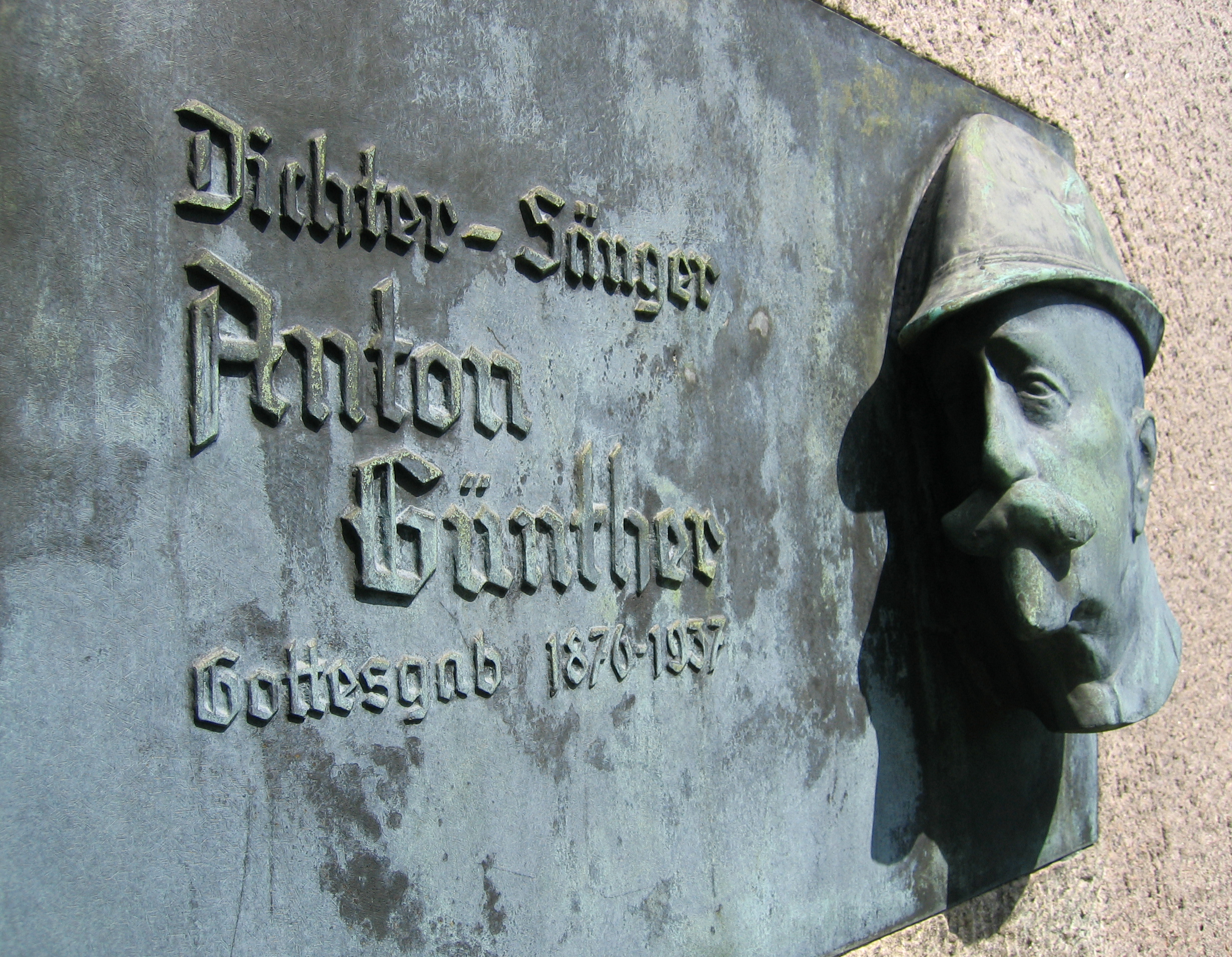
Günthers Grab in Boží Dar

Anton Günther heiratete am 9. Juli 1908 Marie Zettl (1886–1958), die Tochter des beim Keilberghausbau federführenden Zimmermanns in seinem Heimatort Gottesgab. Der Ehe entstammen drei in Gottesgab geborene Kinder, nämlich die Töchter Maria und Irmgard sowie ihr älterer Bruder Erwin (1909–1974), ein späterer Mundartsprecher.
Günther litt unter schweren Depressionen. Am 29. April 1937 starb er in Gottesgab durch Suizid. Die Beisetzung fand am 2. Mai 1937 auf dem Friedhof in Gottesgab statt.
Günthers Familie wurde nach Kriegsende 1945 vertrieben, ließ fast alles zurück – auch Noten und Zeichnungen – und siedelte sich im nahen Oberwiesenthal an. Dort starb seine Frau Maria 1958, ohne jemals wieder nach Gottesgab gekommen zu sein. Sohn Erwin Günther war während der Vertreibung im Kriegsdienst, trat später in die Fußstapfen seines Vaters und wurde Mundartsprecher im Volkskunst-Ensemble „Heiteres Erzgebirge“ um Joachim Süß und die Geschwister Caldarelli. Er war maßgeblich an der Zusammenstellung des Lebenswerkes seines Vaters beteiligt, das Gerhard Heilfurth bereits 1937 herausgab.

## Werdegang
Ursprünglich wollte Anton Günther Förster werden, weil er eine besondere Liebe zur Natur und zum Wald mitbrachte. Aber sein Zeichentalent und die Sorge um die Familie führten ihn zur Lehre zum Lithografen Ed. Schmidt ins sächsische Buchholz. Nach nur drei Jahren wurde er schon von der Lehre freigesprochen. Weiter zog es ihn ab 1895 nach Prag an die k. und k. Hoflithographie-Anstalt A. Haase. Das Heimweh nach den Bergen und Wäldern machte ihn dort zum Dichter. Mit anderen Gottesgabern und böhmischen Erzgebirgern, die wie er in Prag lebten, traf er sich regelmäßig zum „Guttsgewer Obnd“ (Gottesgaber Abend). Für eines dieser Prager Treffen, bei dem auch zur Gitarre Lieder aus der Heimat gesungen wurden, verfasste Anton Günther 1895 eines seiner bekanntesten Lieder, Drham is’ drham („Daheim ist daheim“). Die große Resonanz auf dieses Lied veranlasste ihn zu einer neuen Idee. Statt den Text zum Weitergeben immer wieder abzuschreiben, zeichnete er ihn 1895 auf Lithographie-Stein und ließ ihn als Postkarte drucken. Die zunächst von Günther im Selbstverlag veröffentlichten Lieder auf Postkarten mit Zeichnungen wurden laut Zuth später von H. Scherrer und Theodor Salzmann (1854–1928) mit Gitarrensatz versehen und beim Leipziger Verlag Hofmeister in sechs Sammlungen gedruckt.
Das Erzgebirge wurde damals zunehmend beliebt als Urlaubs- und Kurregion. Gaststätten und Vereine luden Günther zu Unterhaltungsabenden für Einheimische und Gäste vor allem ins sächsische Erzgebirge ein (Fichtelberg, Neues Haus in Oberwiesenthal, Dreckschänke im böhmischen Breitenbach). Einen nicht unwesentlichen Teil der Einnahmen brachte Günther 1911 in eine Stiftung ein, die Kranke, Alte und Arme in seinem Heimatort unterstützte und an seinem Erfolg teilhaben ließ. Sie hieß Tholerhans-Tonl-Stiftung.
Den Ersten Weltkrieg erlebte Anton Günther als österreichischer Soldat an der serbischen Front von Anfang an. Durch eine Verletzung am Fuß verbrachte er einige Zeit in einem Lazarett in Komotau. Anschließend wurde er zum Kriegshilfsdienst abkommandiert. Im Herbst des Jahres 1918 kehrte Günther nach Gottesgab zurück. Einer seiner Brüder, Julius, hatte den Krieg nicht überlebt, und Anton Günther unterstützte fortan auch die Familie seines Bruders.
Ein Ergebnis des Ersten Weltkrieges war die Gründung der Tschechoslowakei, in deren Gefolge die nationalen Minderheiten, darunter Millionen Sudetendeutsche, im Vergleich zu den Tschechen und Slowaken gesetzlich benachteiligt wurden. Dies verletzte den heimatverbundenen Künstler sehr und wurde auch Gegenstand seiner Lieder. Schon 1908 hatte er auf die sich schon damals abzeichnenden nationalen Spannungen mit dem Liedtext Deitsch on frei wolln mer sei! geantwortet.
Auch nach dem Krieg blieb der Sänger und Unterhalter Anton Günther beliebt, ebenso seine Lieder, insbesondere Drham is’ drham (1895), Da Uf’nbank (1899), Feieromd (1903), Bleib’n mr noch a weng do (ebenfalls 1903), Wu da Wälder hamlich rausch’n (1905) und O selicha Weihnachtszeit (1907). Es folgten Gesangs-Engagements in Berlin, Wien und Dresden. Sehr erfolgreich waren Schellack-Schallplatten mit Aufnahmen des Sängers Anton Günther, der sich selbst mit der Gitarre begleitete.
Eine besondere Würdigung seines Schaffens zu Lebzeiten erfuhr er am 5. Juni 1936 zu seinem 60. Geburtstag. Höhepunkt war die Einweihung des noch heute erhaltenen Gedenksteins auf dem Marktplatz von Gottesgab. In dieser Zeit ließ sich der Volkssänger von den aufstrebenden deutschen Nationalsozialisten und der NSDAP trotz deren Werbens nicht vereinnahmen.

## Ehrungen und Nachwirkung

### Grab, Geburts- und Wohnhaus
Sein Grab samt der 1937 angebrachten Grabplatte ist im Gegensatz zu den Gräbern vieler anderer ehemaliger deutscher Einwohner erhalten geblieben, nur wenige Meter entfernt befindet sich auch die Grabstätte seiner Großmutter.
Sein Geburtshaus („Vaterhaus“) ist eingefallen und in seinem stark veränderten Wohnhaus ist heute ein Prager Skiverein ansässig – eine Gedenktafel erinnert jedoch an ihn.

### Straßen, Plätze und Gebäude
Im Erzgebirge und auch im Vogtland wurden zahlreiche Plätze und Straßen nach Anton Günther benannt. Aber auch mehrere andere, weit von seinem Wirkungskreis entfernte Orte, weisen solche Straßen auf, z. B. Wiesbaden, das im Stadtteil Bierstadt seit 1963 eine nach dem Dichter benannte Straße hat. Weitere exemplarisch herausgegriffene Beispiele sind die Städte Taunusstein, Sigmaringen, Ottobrunn und Offingen, die den Erzgebirger mit einer nach ihm benannten Straße ehren. Solche nach dem Zweiten Weltkrieg zustande gekommenen Straßenbenennungen im Westen Deutschlands gingen in der Regel auf Initiativen der Sudetendeutschen Landsmannschaft zurück. (Es sei allerdings darauf hingewiesen, dass sich nicht alle der insgesamt 61 Anton-Günther-Straßen in Deutschland auf den Dichter beziehen; einige haben den gleichnamigen oldenburgischen Landesherrn als Namenspaten).
1995 wurde der Anton-Günther-Weg – ein grenzüberschreitender Wanderweg – eingeweiht und auch in seinem Geburtsort Gottesgab lebt die Erinnerung an den Volksdichter weiter (Museum, Grabstätte, Gedenktafel am Wohnhaus, Restaurierung des Denkmals am Marktplatz). In Annaberg wurde 1934 die Oberschule in der Münzgasse nach ihm benannt, die 1952 in EOS Johannes R. Becher (und später nochmals in St.-Annen-Gymnasium) umbenannt wurde (inzwischen geschlossen).

### Gedenksteine
Zu Ehren Anton Günthers wurden im Erzgebirge, aber auch anderswo in Deutschland, fast 50 Gedenksteine errichtet, der erste davon noch zu seinen Lebzeiten auf dem Rathausplatz in Gottesgab. In der Nachkriegszeit wurde er im Zuge der Vertreibung der deutschen Bevölkerung zerstört, doch Anfang der 1990er Jahre durch einen neuen ersetzt, wobei die lange verschollen geglaubte, doch inzwischen wiederaufgefundene originale Bronzetafel erneut Verwendung fand. Der vorläufig letzte Gedenkstein für den Dichter wurde 2024 in Schönheide enthüllt.

### Museen
Ein Teil des Nachlasses von Anton Günther befindet sich seit 2011 im Museum für Sächsische Volkskunst. Ein weiterer Nachlassteil wird seit 2014 im Wiesenthaler K3, dem Museum der Stadt Oberwiesenthal gezeigt. Auf der tschechischen Seite der Grenze 

### Rezeption der Texte Anton Günthers
Anton Günthers Texte zeichnen sich durch Heimatliebe und einen völkisch geprägten Patriotismus aus; sein Lied Deitsch on frei wolln mer sei und andere Texte mit vergleichbarem Inhalt wurden in diesem Sinne auch von der Sudetendeutschen Partei auch politisch verwendet. Auch die Nationalsozialisten bedienten sich seiner Lieder.
Nicht zuletzt deshalb stieß Günthers Werk in der DDR zunächst auf Vorbehalte sowohl mit Blick auf die Volkstumsideologie als auch auf die kleinbürgerliche Zufriedenheitslehre, die in vielen seiner Texte wahrnehmbar ist. Im Erzgebirge blieben die Lieder gleichwohl weiterhin präsent  Sie wurden von verschiedenen Interpreten, unter anderem von Günthers Sohn Erwin und den Geschwistern Caldarelli, aufgeführt. Einige Liedpostkarten wurden neu aufgelegt, und es entstanden auch Schallplattenaufnahmen. 
In der alten Bundesrepublik war es insbesondere die Sudetendeutsche Landsmannschaft, die die Lieder im Sinne der Traditionspflege am Leben hielt. Seit der Wende 1989 werden sie im Erzgebirge zumeist in einem eher unpolitischen Sinne verwendet, nicht zuletzt auch im Dienst der Tourismusförderung. Auch jenseits der deutsch-tschechischen Grenze wird das Andenken an Anton Günther hochgehalten. Vereinzelt sind zwar weiterhin Instrumentalisierungen von Günthers Werken für unterschiedliche politische Zwecke (z. B. während der Corona-Krise) zu beobachten, doch auch unabhängig davon erfreuen sie sich einer ungebrochenen Popularität; das Lied Deitsch on frei wolln mer sei gilt heute wie eh und je als die heimliche Hymne des Erzgebirges.

## Liedpostkarten

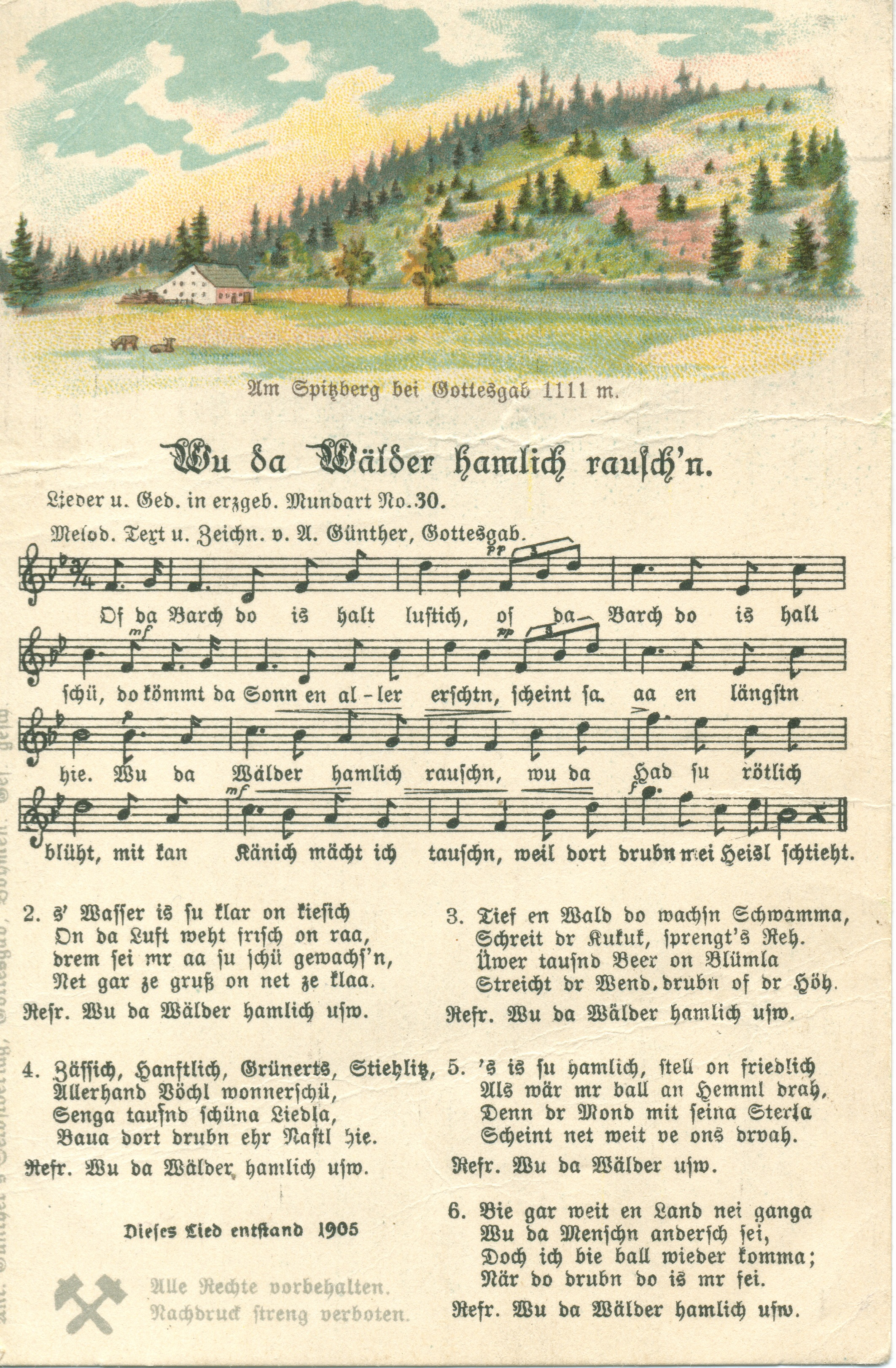
Die wohl meistverkaufte Liedpostkarte Nr. 30: „Wu da Wälder hamlich rausch’n“ (nach 1905)

Anton Günther gilt als Begründer der Liedpostkarte, einer Postkarte mit einfachen Notenbildern, Texten und eigenen Lithografien. Er war der Erste, der 1895 ein komplettes Lied (da aber noch ohne Noten) auf eine Postkarte bannte. Wie viele dieser Karten er unter die Menschen brachte, bleibt unklar. Es gibt keine genaue Aufstellung. Immer wieder tauchen bisher unbekannte Versionen mit Liedern, Gedichten, Sinnsprüchen oder Landsturm-Liedern auf. Zwar sind die Karten fast durchweg nummeriert, allerdings geriet die Ziffernvergabe oftmals durcheinander, was für Sammelfreunde eine besondere Herausforderung ist, einen detaillierten Katalog aber nahezu unmöglich macht. Es ist davon auszugehen, dass es um die 160 Karten mit Liedern, Gedichten und Sprüchen von ihm gibt. 134 sind in verschiedenen Versionen bekannt. 86 sind nach Irmgard Major geb. Günther (* 21. August 1918), der am 25. Januar 2012 in Frankfurt am Main verstorbenen Tochter Anton Günthers, als geschlossene Einheit zu sehen, weil sie neben einer eigenen Zeichnung auch Text- und Notenbild aufweisen. Inzwischen muss von mindestens 89 Karten ausgegangen werden, da inzwischen weitere Liedkarten aufgetaucht sind.
Die erste Liedpostkarte Anton Günthers ist Drham is’ drham, eine einfarbige grüne Lithographie ohne Nummer oder Verlagsangabe, nur einem „Ged. v. A. G.“. Die Karte entstand während Günthers Ausbildung zum Lithographen in Prag 1895. Drham is’ drham war aber nicht Günthers erstes Lied. Ebenfalls 1895 dichtete er De Guttsgoh, versah dieses von ihm selbst in einem seiner Notenhefte als sein erstes Lied bezeichnete Werk aber nicht mit einer eigenen Melodie und bis heute ist davon auch keine Postkarte bekannt.
In Prager Heimatabenden trug Anton Günther die Lieder vor, Drham is’ drham mit besonders großem Erfolg. Statt es auf Nachfrage Dutzende Male abzuschreiben, brachte er das Lied noch ohne Noten, aber mit einer eigenen Zeichnung vermutlich Ende 1895 selbst auf Lithographie-Stein und ließ es auf 100 Karten in der ersten Auflage drucken.
Da die Familie in Gottesgab gegen die Armut ankämpfte, schickte Günther eine weitere Auflage seiner – wie er sie selbst nannte – „Liederpostkarten“ in die Heimat, die dort sein Vater Johann Günther im Selbstverlag und gemeinsam mit Sohn Julius in dessen Reiseandenkenladen in Gottesgab und auch von Tür zu Tür vertrieb. Die zweite Auflage umfasste 1897 500 Stück. 1898 folgten mit Groshaner. (II) und Schwåmmagieher. (Nummer III) zwei weitere Karten, 1900 fünf und ab 1901 auch die ersten Farblithographien mit dem ab da obligatorischen Notenbild.
Nach dem Tod seines Vaters, Ende November 1901, kehrte Anton Günther in die Heimat zurück und brachte seine „Liederpostkarten“ schrittweise auch unter seinem Namen „Anton Günther’s Selbstverlag, Gottesgab, Böhmen“ heraus. 1937 erschien die letzte Karte mit der Nummer 87 und dem Titel „Ben Ahfang on ben End“ (auch „Bild dir nischt ei“). Insgesamt erschienen jedoch mehr als 150 verschiedene Karten.

## Werkverzeichnis

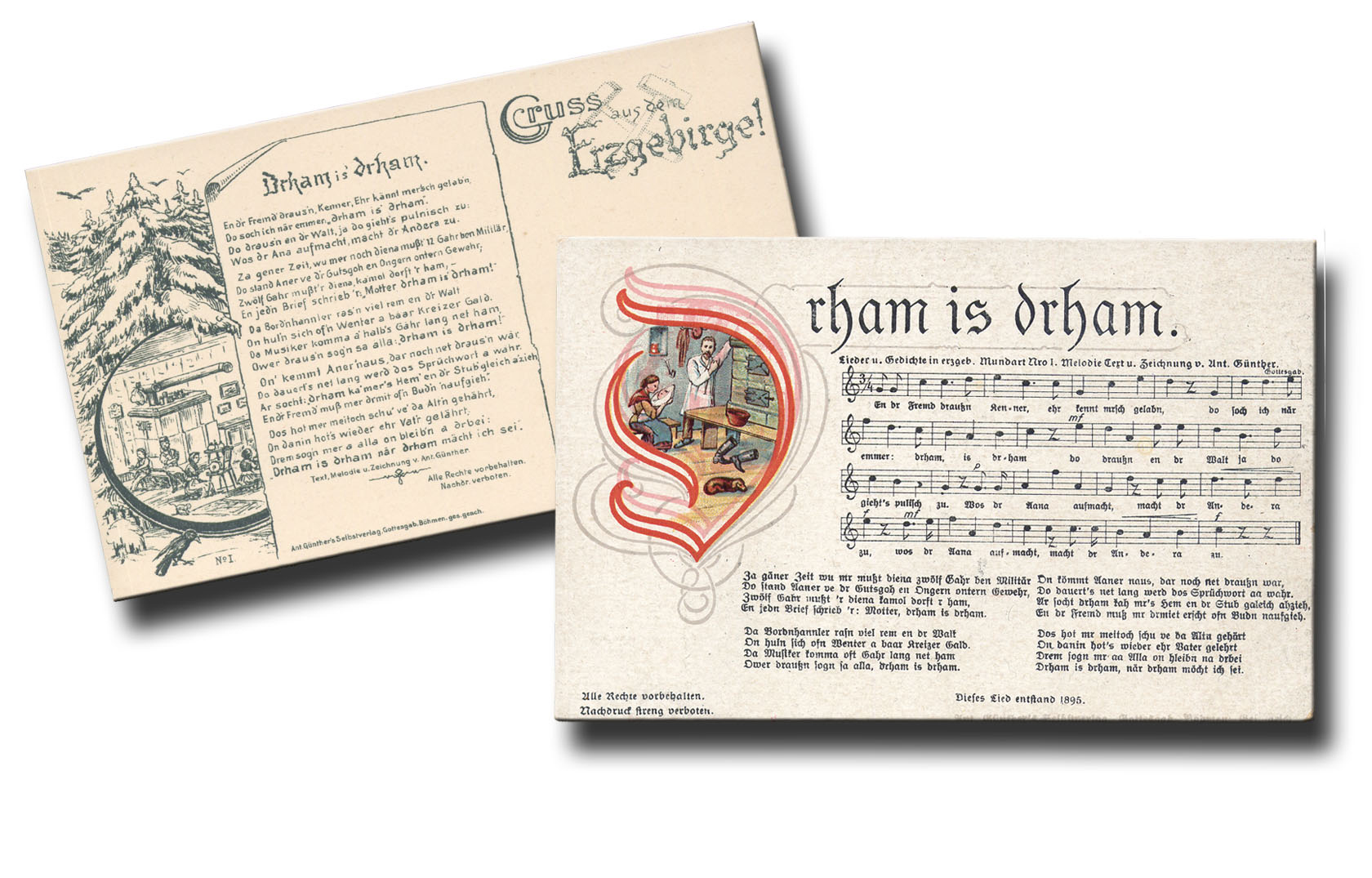
Erste Liedpostkarte der Welt (1. und 2. Version)

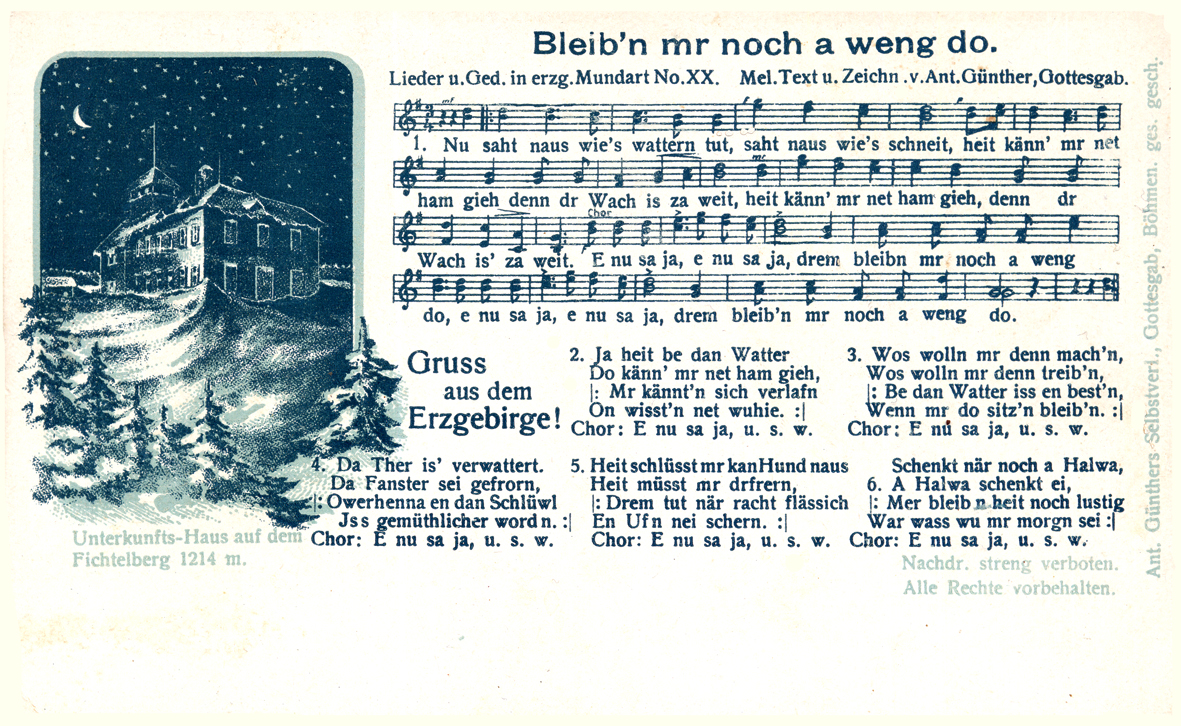
„Bleib’n mr noch a weng do“, Nr. 76 (1918), mit Motiv Fichtelberg

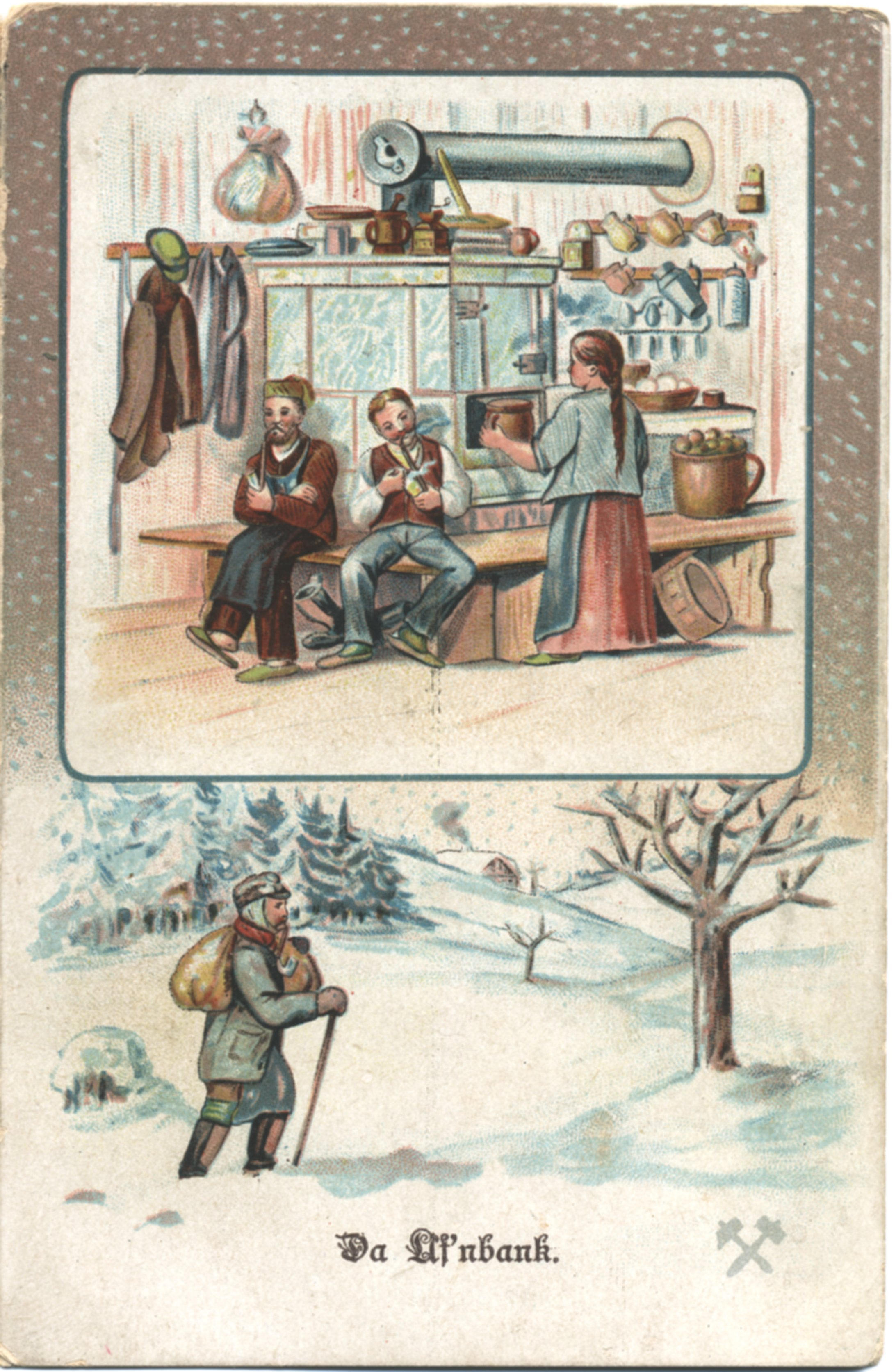
Das Titelbild der Doppelkarte Nr. 9: „Da Uf’nbank“ – vermutlich um 1910

### Lieder (Auswahl)
Aufgezählt in Zeitfolge und vornehmlich originaler Schreibweise Anton Günthers.
- Drham is drham 1895
- Da Guttsgoh 1895
- Allerhand ve de Guttsgoh 1898
- Der alta Bordenhannler (Da guta alta Zeit) 1898
- Groshahnerlied 1898
- Da Uf’nbank 1899 anhörenⓘ/?
- D’r Schwammagieher 1899
- ’s fallischa Nannl 1899
- Klippl-Lied 1899
- ’s Eirückn 1899
- Da Pfeif 1900
- Da Vuglbeer 1900
- D’r Kukuk 1900
- Mei Zäsichla 1900
- ’s hot jeder sei Freid 1900
- Deitsch is mei Liedl 1900
- Ven altn Schlog 1900
- Bleib’n mr noch a weng do 1901
- Blüh Schwarzbeer blüh' 1901
- D’r verliebta Boss 1901
- Hamweh 1901
- ’s tuda Vöchela (keine Noten) 1901
- Mei Vaterhaus 1901
- ’s Galöckl 1902
- ’s treia Madl 1902
- Freit eich, ihr leit! 1902
- Hutznlied 1902
- En Wald 1902
- Schmatz när zu 1902
- Weihnachtsfriedn 1902
- Da zwa Fink’n 1903
- D’r alta Hannelsmah 1903
- ’s Labn is a Büchl 1903
- D’r alta Musikant 1903
- Feierohmd 1903 anhörenⓘ/?
- Grüß dich Gott, mei Arzgebirg! 1903
- Wie dr Schnawl schtieht 1903
- Es Maadel ven Wald 1904
- Da Draakschenk 1904
- D’r Mond läßt kaa ruh 1904
- ’s Annl mit’n Kannl 1904
- Hamwärts 1904
- En Frühgahr 1904
- Wie ich e klaaner Gong noch war 1904
- D’r Battlmah 1905
- Es beste Kraitel 1905
- Gebrochene Trei 1905
- Ich muss dir’sch sogn 1905
- Mei Grußmütterla 1905 anhörenⓘ/?
- ’s gestuhlene Harz 1905
- Wenn dr Schnee wag gieht 1905
- Wu da Wälder hamlich rausch’n 1905 anhörenⓘ/?
- Grüß dich Gott mei Arzgebirg 1905
- Guter Rot 1906
- Himmelschlüssela blüh 1906
- Morgnlied 1906
- D’r schönnstre Klang 1907
- ’s Harz muß verschtandn warn 1907
- Es Maadel ven Stadel 1907
- O selicha Weihnachtszeit 1907 anhörenⓘ/?
- Wach auf! 1907
- Weil mr Arzgebirger sei! (Deitsch on frei wolln mr sei!) 1908
- Kennst du dos rauschen in Wald? 1908
- Gonger, halt aus! 1909
- Herwistlied 1909
- Muhtstacherlied 1909
- Ehrt da altn Leit 1910
- Mailüftl in Gebirch 1910 (Weise v.Kreipl)
- Vergaß dei Hamit net 1910
- Wenn da Lärich sengt 1911
- D’r alte Fatzer 1912
- D’r Wald is schlofn gange 1912
- Ehr dei Mütterla 1912
- Schneeschuhfahrermarsch 1912 anhörenⓘ/?
- A Liedl aus dr Hamit 1913
- Seid friedlich ihr Leit! 1913
- De Landesschau en Komotau 1913
- Da Völkerschlacht 1913
- Deitschböhmerland 1913
- Hurra! ’s gieht lus 1914
- Landschtorm-Marsch 1914
- Gruß an de Kameradn 1914
- Weihnachten in Fald 1914
- D’r Kaiser ruft ins Fald 1915
- Gruß aus’n Fald 1915
- Gruß an Maria Au 1916
- Am fernen Isonzostrand 1916
- Wieder drham 1917
- D’r Grenzschutz 1917
- Loßt uns wieder Weihnachtn feiern 1918
- Nort sei mr alla gleich 1918
- Schafft Viech in Haus 1918
- In d’r Sommerschzeit 1919
- E Gronerts werd kaa Nachtigall 1919
- Wos de Starl pfeifn 1919
- Wie glücklich ich bi! 1919
- Scham dich fei! 1919
- A Mensch uhna Glaubn 1920
- Da fallischa Politik 1920
- Wenn da Vugelbeer blüht 1921
- Vergißmeinnicht 1921
- A Mensch uhna Glaubn 1921
- Guck nauf ze da Sterla 1922
- Wenn’s Frügahr kömmt 1922
- Feierwehrmarsch 1925
- Da neia Moda 1926
- Wenn’s draußn regna tut 1926
- Zen neie Gahr 1926
- Arzgebirg wie bist du schie 1927
- Drham in Stübl 1927
- Willkomma in Wiesenthol 1927
- An dr Grenz 1931
- Wannerlied 1931
- ’s neia Haus 1934
- Allerhand Watter 1934
- Foosndlied 1934
- Ben Ahfang on ben End (oder Bild dr nischt ei) 1935
- Uf d’r Guttsgewer Höh 1935
- Maadel, dich Gott behüt! 1937

### Sprüche
Heil när zu, heil när zu,

Wind, du nimmst mer net de Ruh! (1901)

E bissel Sonneschein, e bissel Regn,

dos brengt erscht Nutzen ei, dos brengt erscht Segn.

E bissel Fröhligkeit, e bissel Laad,

dos gibt en ganzen Laabn erscht’s rachte Klaad! (1904)

Kartenspiel on Branntewei

stürzt de Leit in Ugelück nei! (1905)

Dos Rauschen in Wald hot mir’sch ageta,

deß ich mei Haamit net loßen ka! (1906)

Erscht musst dich schinden, kümmern un plogn,

nort lässt sich’s Gute besser ertrogn. (1907)

Wenn ich be menn Haisl stieh

on’s Pfeifl zu mer namm,

do denk ich mir on bleib derbei:

Derham is doch derham! (1907)

De Haamit braucht Männer,

die uverfälscht sei,

gerod raus on gerod hie

on mitten dreinei! (1914)

Waar sei Volk verlässt, daar is net wert,

deß’r rümlaaft of daaner Erd! (1920)

Mog’s Schicksal aah sei Spiel mit uns treibn,

de Hauptsach is, deß mir Deitsche bleibn! (1920)

Ich bi kaa Politiker, Gelerter kaich aah net sei,

mei Haamit is mei Arzgebirg, mei Volk is mei Partei! (1925)

Därfst net när deitsch reden,

deitsch singe, deitsch schreibn,

du mußt aah deitsch denken,

deitsch hanneln, deitsch bleibn! (1920)

’s schracklichste Lus is arbitslus.

Uhne Arbit is kaa Laabn.

denn Kopp on Händ, Herz on Gemüt

hot ons der Herr zer Arbit gaabn. (1934)

Gottesgab su haaßt mei Haamit,

’s is mir’s liebste Flackl Erd.

Gaben Gottes sei meine Lieder,

drüm halt ich se su lieb on wert. (1936)

Treideitschen Gruß mit Herz un Hand

ven Arzgebirg zen Egerland!

Für ons gilt när aa Faldgeschrei:

Mir bleibn onnern Volk, der Haamit trei! (1936)
Im Zeitraum von 1904 bis 1930 schrieb Anton Günther 42 Erzählungen in Mundart u. a.: Ven Vugelstelln (1904), Der Schatten (1905), Ze ball geschossen (1907), Ven Paschn (1908), Der Stiefelabsatz (1910), Der Kolander (1912), Ve der Wogner Nann (1920), Judensklaven (1922), Der Wendelie (1923), Aus der Hongerzeit (1924) Guten Obnd (1925), In Cranzahl (1926), Ve der Mode (1928), Mognkatarrh (1929), E gute Antwort (1930), Anton Günther (1930).

## Tonträger

### Kassetten und Musik-CDs
Eine Auswahl der Tonträger seit 1990 (LC = Musikkassette; CD = CD)
- Anton Günther: Drham is drham. Mit bisher unveröffentlichten Originalaufnahmen. LC 5543
- Anton Günther: Grüß dich Gott, mei Arzgebirg, LC 9611 B.T.M. GmbH
- Anton Günther: Lieder, die das Leben schrieb. Historische Originalaufnahmen, LC 5543
- Anton Günther: Sänger des Erzgebirges. Originalaufnahmen 1921–1931, LC 9611
- Anton Günther: Die Schönsten Lieder Vol. 1 (Grüß Dich Gott, Mei Arzgebirg).
- Anton Günther: Die Schönsten Lieder Vol. 2 (Es Laabn Is E Büchel).
- Anton Günther: O Selige Weihnachtszeit.
- Anton Günther: Toler Hans Tonl

### Schellack-Platten
Erste Schellackplatten mit Liedern Anton Günthers erschienen ab 1907. Sie wurden beim Leipziger Label Kalliope aufgelegt. Die fünf Lieder (drei Platten) „Da Uf’nbank“, „Bleib’n mr noch a weng do“, „De Drackschenk“, „Wu da Wälder hamlich rausch’n“ und „Grüß dich Gott, mei Arzgebirg!“ wurden vermutlich vom Leipziger Kristallpalast-Orchester aufgenommen. Auf den Platten war aber nur „Herrengesang mit Orchester“ vermerkt. Bis 1914 erschienen weitere Platten mit dieser Formation.
Ab 1921 spielte Anton Günther seine Lieder auch selbst ein. Zwischen 1921 und 1930 kam es zu insgesamt 27 Original-Aufnahmen Günthers und 45 Schellackplatten bei sechs Plattenfirmen, die in Berlin ansässig waren, sowie weiteren 25 Platten bei Nebenlabels. VOX stellte drei Platten ein Trompetensolo voran, bei zwei Platten hielt Anton Günther zudem eine kurze Ansprache. Auf einer VOX-Platte wurde ein Autogramm in den Schellack gepresst (Nr. 3654).
POLYPHON, Berlin, 1921
Insgesamt 8 Platten mit 16 Titeln
- Mei Vaterhaus / Da Uf’nbank (23940) – Bestellnummer: 30542
- Feieromd (23943) / Mei Großmütterle (23947) – Bestellnummer: 30545
- Wu da Wälder hamlich rausch’n (23941) / Vergaß dei Hamit net (23946) – Bestellnummer: 30546
- Da Draakschenk (23948) / Da falischa Politik (23951) – Bestellnummer: 30547

HOMOCORD, Berlin, 1925
Insgesamt 5 Platten mit 10 Titeln
VOX, Berlin, 1927
Insgesamt 6 Platten mit 10 Titeln; (Kristall – 1 Platte)
Lindström, Berlin, 1928
Insgesamt 5 Platten mit 10 Titeln (Beka – 5 Platten; Odeon – 5 Platten; Gloria – 1 Platte)
- Da Uf’nbank (M14309) / Ven alt’n Schlog (M14326) Beka Bestellnummer B.5142

HOMOCORD, Berlin, 1929
Insgesamt 7 Platten mit 13 Titeln
- Mei Vaterhaus (M17864) / Da Ufnbank (M17866) – Bestellnummer: B. 1836
- Feieromd (M 17867)/Ven alt’n Schlog (M 17873) – Bestellnummer: B. 1838
- Da Draackschänk/Dr alta Musikant (M 17870) – Bestellnummer: B. 1839

HOMOCORD ELECTRO, Berlin, 1929
- Dr Kuckuck (C667D) / Da zwa Fink’n (C663D) Nummer: 4-3082 / 193290

GRAMMOPHON, Berlin „Serie Polyfar“, 1929
Insgesamt 10 Platten mit 18 Titeln: (Synopse/Bestellnummer damals)
- Mei Vaterhaus/Da Uf’nbank (P1/22158) – Katalognummer 46110/46111
- Da Draakschänk/Es Laab’n is e Büchel (P2/22159)
- Feieromd/Wu da Wälder hamlich rausch’n (P3/22160)
- Deitsch on frei wolln mer sei/Grüß dich Gott, mei Arzgebirch (P4/22161)
- Schneeschuhfahrermarsch/Bleib’n mer noch aweng do (P5/22162)
- D’r alte Hannelsmah/Mei Großmütterla (P6/22163)
- Da fallische Politik/Da neie Mode (P7/22164)
- Wenn’s Frühgahr kömmt/D’r alte Musikant (P8/22165)
- Arzgebirch, wie bist du schie/Mei Zäsichla (P9/22166)

Institut für Lautforschung, Berlin, 1931
Insgesamt 10 Platten mit 18 Titeln – (Audiophon – 4 Platten; Adler – 4 Platten; Rot-Gold – 3 Platten; Elton – 2 Platten)
AUDIOPHON blau Electro
- Es Annel mit’n Kannel/De zwaa Finken – Best.Nr: 6081
- Da Droakschänk/Da Uf’nbank – Best.Nr: 6083

### Übersicht der Tonträger
Gedruckte Belege
- L = Anton Günther: Eine Auswahl seiner Gedichte, Lieder, Sprüche und Geschichten. Herausgegeben von Günther Hermann. Leipzig: VEB Friedrich Hofmeister, 1956.
- F = Gerhard Heilfurth. Der erzgebirgische Volkssänger Anton Günther: Leben und Werk. 6. veränderte Auflage. Frankfurt am Main: Wolfgang Weidlich, 61962.

Die hinzugefügten Zahlen nennen die Seitenzahl.
Compact Discs
- D = Drham is drham. (AVATON 921 482; Saxoniamusik Plauen)
- L = Lieder, die das Leben schrieb (AVATON 920 892; Saxoniamusik Plauen)
- S = Sänger des Erzgebirges (GLÜCK AUF 2501 – 2; B.T.M. Berlin)

Die hinzugefügten Zahlen nennen die Nummer im Inhaltsverzeichnis.
Synopse Lieder
Historische Originalaufnahmen: Anton Günther singt und begleitet sich mit der Gitarre, außer 2006 (Sänger Andreas Beck, Gitarre Robin Hermann). Die Zusätze A und B bedeuten Vorder- oder Rückseite der Schellackplatten (P).
| Es Annel mit’n Kannel          | L 89   | F 149 | −   | −    | −    | S 12 |
| Der alte Fatzer (2006)         | L 94   | F 88  | −   | D 16 | −    | −    |
| D’r alte Hannelsmah            | L 92   | F 95  | P6A | −    | L 12 | −    |
| D’r alte Musikant              | L 90   | F93   | P8B | −    | L 5  | −    |
| Arzgebirch, wie bist du schie  | L 18   | F116  | P9A | D 4  | −    | −    |
| Bleib’n mer noch aweng do      | L 121  | F 150 | P5B | −    | L 16 | −    |
| Deitsch on frei wolln mer sei  | −      | F 114 | P4A | −    | −    | S 8  |
| Da Draakschank                 | L 129  | F 190 | P2A | −    | −    | S 3  |
| Drham is drham                 | L 15   | F 106 | −   | D 2  | −    | −    |
| Da fallische Politik           | –      | –     | P7A | −    | −    | S 6  |
| Feieromd                       | L 97   | F 74  | P3A | D 12 | −    | S 15 |
| Feierwehrmarsch (2006)         | L 119  | –     | −   | D 15 | −    | −    |
| Der Grenzschutz                | –      | –     | −   | D 9  | −    | −    |
| Grooshaanerlied (2006)         | L79    | F 75  | –   | D 14 | −    | −    |
| Grüß dich Gott, mei Arzgebirch | L 9    | F 99  | P4B | −    | −    | S 10 |
| Der Kuckuck                    | L 23   | F 154 | –   | −    | L 6  | −    |
| Es Laab’n is e Büchel          | L 68   | F 211 | P2B | −    | L 9  | −    |
| Mei Großmütterla               | L 87   | F 86  | P6B | −    | −    | S 13 |
| Mei Vaterhaus                  | L 13   | F 110 | P1A | D 3  | −    | S 9  |
| Mei Zäsichla                   | L 58   | F 66  | P9B | −    | L 10 | −    |
| Da neie Mode                   | L 131  | F 203 | P7B | −    | L 7  | −    |
| Schneeschuhfahrermarsch        | L 27   | –     | P5A | −    | L 15 | S 17 |
| Da Ufnbank                     | L 119  | F 141 | P1B | −    | L 14 | −    |
| Ven alten Schlog               | –      | F 160 | −   | –    | −    | S 5  |
| Vergaß dei Haamit net          | L 8    | F 98  | −   | D 6  | −    | −    |
| Weihnachtsfrieden              | −      | −     | −   | D 10 | −    | −    |
| Wenn’s Frühgahr kömmt          | − L 39 | F 42  | P8A | −    | L 2  | −    |
| Wu da Wälder haamlich rauschn  | L 10   | F 100 | P3B | D 7  | −    | S 1  |
| De zwaa Finken                 | L 111  | F 122 | –   | −    | L 3  | −    |

Synopse der Texte
| De Guttsgoh is doch überol       | L 30  | F 180 | − | −    | −    | S 16 |
| Der alte Seff hot Bier gefahrn   | –     | F 234 | − | −    | −    | S 4  |
| Es Beste in ganzen Staat         | –     | F 211 | − | D 13 | −    | −    |
| Kaa Lüftel weht su frisch un raa | L 137 | F 120 | − | D 5  | −    | −    |
| Es Labn is när e Hutzengieh      | L 140 | F 211 | − | D 11 | −    | −    |
| Es liebste Flackel               | L 7   | F 105 | − | −    | L 11 | −    |
| Öb arm oder reich                | –     | F 96  | − | −    | L 8  | −    |
| Of’n Barg bi ich gange           | –     | F 72  | − | −    | −    | S 14 |
| Schafft in Sommer                | –     | F 48  | − | −    | L 13 | −    |
| Ve all die Liedle                | L 142 | F 101 | − | −    | L 4  | −    |
| Wenn ich bei men Haisel stieh    | L 136 | F 119 | − | D1   | −    | −    |
| Wie ich e klaaner Gong noch war  | L 96  | F 158 | − | −    | −    | S 11 |
| Zieht aa durch onner Arzgebirch  | –     | F 189 | − | D 8  | −    | −    |

## Werke
- Anton Günther (Hrsg.): A baar Gedichtla vom Tolerhans-Tonl. (= Erzgebirgische Mundart. Heft 1). 2. Auflage. Ant. Günthers Verlag, Gottesgab 1909, OCLC 699704004.
- Anton Günther (Hrsg.): Vergaß dei Hamit net! – Ant. Günthers Lieder aus dem Erzgebirge. Selbstverlag, Gottesgab 1911, OCLC 250669499.
- Anton Günther (Hrsg.): Vergaß dei Hamit net! – Zweites Heft. Leipzig: Verlag Friedrich Hofmeister, 1921.
- Gerhard Heilfurth (Hrsg.): Anton Günther. Gesamtausgabe der Liedertexte, Gedichte, Sprüche und Erzählungen. Glückauf, Schwarzenberg/Erzgebirge 1937.
- Günther Hermann (Hrsg.): Anton Günther: Eine Auswahl seiner Gedichte, Lieder, Sprüche und Geschichten. VEB Friedrich Hofmeister, Leipzig 1956.